# Lagos Hamberg
Los Lagos Hamberg (en inglés: Hamberg Lakes) son dos lagos adyacentes cerca del norte del Glaciar Hamberg, 1 km al oeste del Fiordo Moraine, Bahía Cumberland Este, en la isla San Pedro del archipiélago de las islas Georgias del Sur. Fueron descubiertos por la Expedición Antártica Sueca de 1901 a 1904, liderada por Otto Nordenskjöld. El nombre deriva del Glaciar Hamberg, y fue puesto por A. Szielasko quien los exploró en 1906.